# Submarinul german U-18

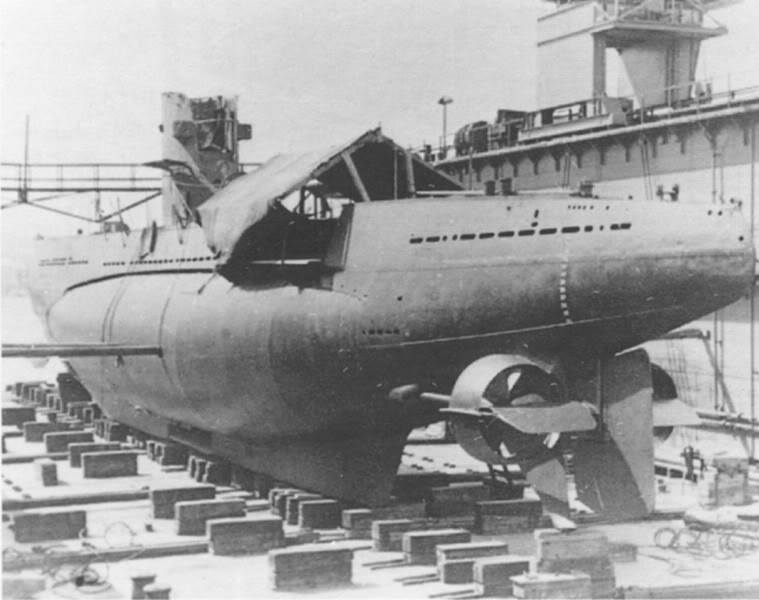
U-18 la montaj în docul uscat din Galați (1942/43)

U-18 (germană-Unterseeboot 18, sau U-Boot 18 ) a fost un submarin german de tip II seria B care a fost folosit în cel de-al doilea război mondial de Kriegsmarine. A fost lansat la apă în 1935. Pentru o perioadă, portul său de bază a fost Constanța.

## Caracteristici
- Cilindree: 250 tone| Din seria Submarine                                                                                                                                          |
| |
| Submarine germane Submarinul german U-18,Submarinul german U-24, U 166, Submarinul sovietic SC-213 (submarin sovietic), Submarinul Kursk (submarin sovietic) |
| Submarine românești Submarin clasa CB, Submarinul Delfinul, NMS Delfinul, NMS Rechinul, NMS Marsuinul                                                        |
| Submarine franțuzești Submarinul Le Vigilant (Submarin clasa Le Triomphant)                                                                                  |
| Submarine rusești Submarinul rus K-141 Kursk |
| Submarine japoneze I 400 vizualizare • discuție • modificare                                                                                                 |

- Lungime: 42,7 m
- Lățime: 4 m
- Adâncime: maximă-150 m; de lucru-80 m
- Armament: 2 tunuri de 20 mm anti-aeriene, 3 tunuri lans-torpile de 533 mm (5 torpile) sau 18 mine.

## Istoric[1]
În timpul unor exerciții, U-18 s-a scufundat la data de 20 noiembrie 1936 în golful Lübeck de la Marea Baltică după o coliziune cu submarinul T-156. A fost recuperat la 28 noiembrie 1936, iar la 30 septembrie 1937 este repus în serviciu. Este transportat pe uscat și pe Dunăre până la Marea Neagră pentru a servi în Flotila 30 din Marea Neagră.
La 20 august 1944, într-un raid aerian sovietic asupra portului Constanța, U-18 a fost serios avariat și a fost abandonat. Este recuperat de către U.R.S.S. la sfârșitul anului 1944. 
A fost scufundat de submarinul sovietic M-120 pe 26 mai 1947 la sud-vest de Sevastopol la adâncimea de 1000 metri, împreună cu U-24. Potrivit unor surse, coordonatele aproximative sunt 44°20'N 33°20'E.